# Megagymnostreptus tristis
Megagymnostreptus tristis är en mångfotingart som först beskrevs av Carl Oscar von Porat 1888.  Megagymnostreptus tristis ingår i släktet Megagymnostreptus och familjen Spirostreptidae. Inga underarter finns listade i Catalogue of Life.